# 新艾達爾
新艾達爾（羅馬化：Novoaidar）是乌克兰东部盧甘斯克州夏斯佳區新艾达尔市镇内的鎮，为该区及该市镇的行政中心，2020年7月18日前为新艾達爾區的行政中心。該鎮面積11.55平方公里，2022年人口数量为7,773人。
2014年顿巴斯战争期间，該鎮一直被乌克兰政府控制。2022年3月3日，該鎮被俄羅斯佔領。

## 图集

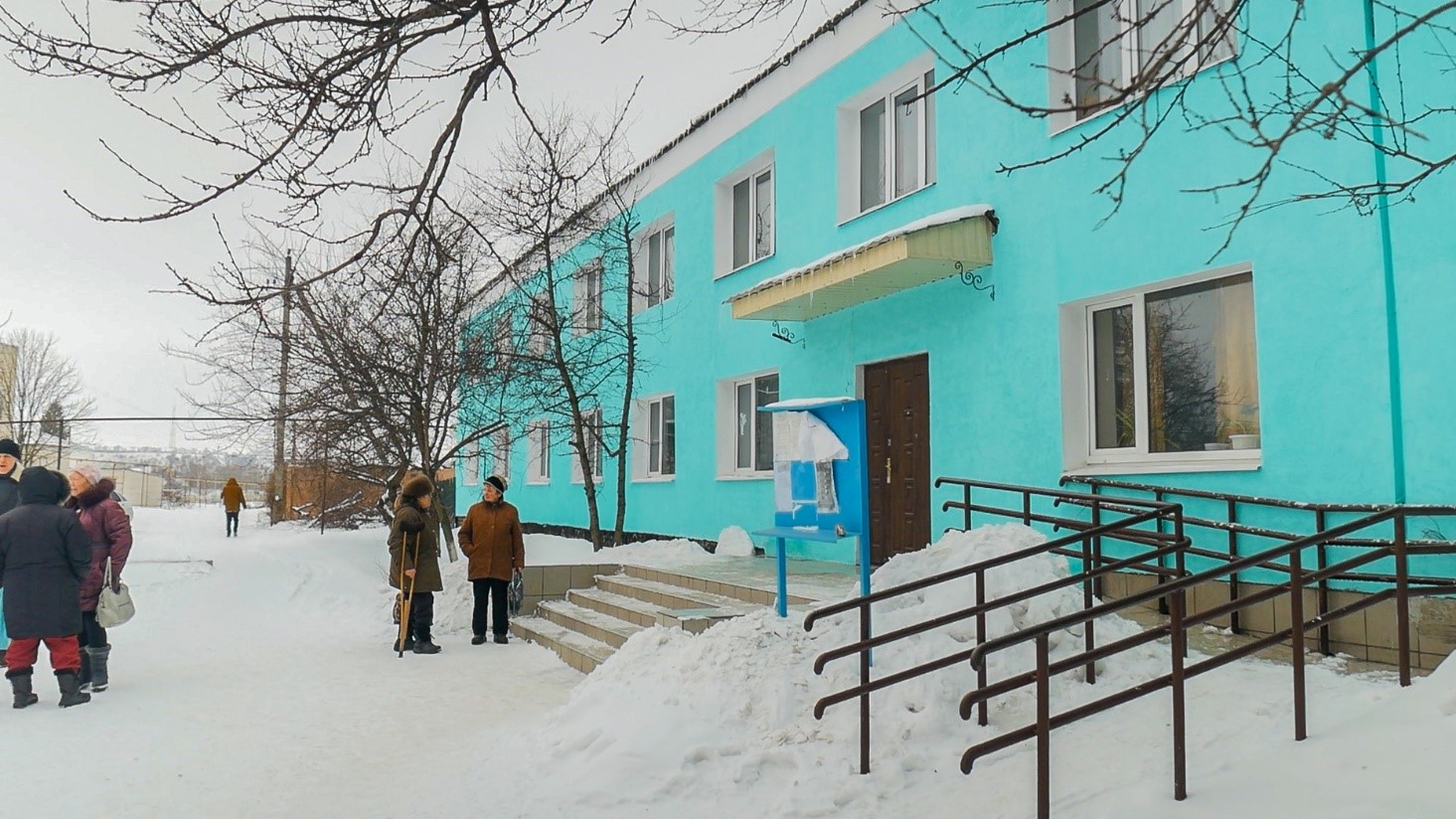